# Чендлер, Сидни
Сидни Чендлер (англ. Sydney Chandler; род. 13 февраля 1996) — американская актриса, дочь актёра Кайла Чендлера. Выросла в Техасе. В 2020 году получила роль в картине Оливии Уайлд «Не беспокойся, дорогая», в 2021 — в мини-сериале «Пистол». В мае 2023 года стало известно, что Чендлер сыграет главную роль в сериале «Чужой: Земля». Кроме того, она должна появиться в сериале Apple TV+ «Шугар».

## Фильмография
| Год  |   | Русское название       | Оригинальное название | Роль            |
| ---- | - | ---------------------- | --------------------- | --------------- |
| 2022 | ф | Не беспокойся, дорогая | Don’t Worry Darling   | Вайолет Джонсон |
| 2022 | с | Пистол                 | Pistol                | Крисси Хайнд    |
| 2023 | с | Шугар                  | Sugar                 | Оливия Сигел    |
| 2025 | с | Чужой: Земля           | Alien                 | Венди           |